# ديمون

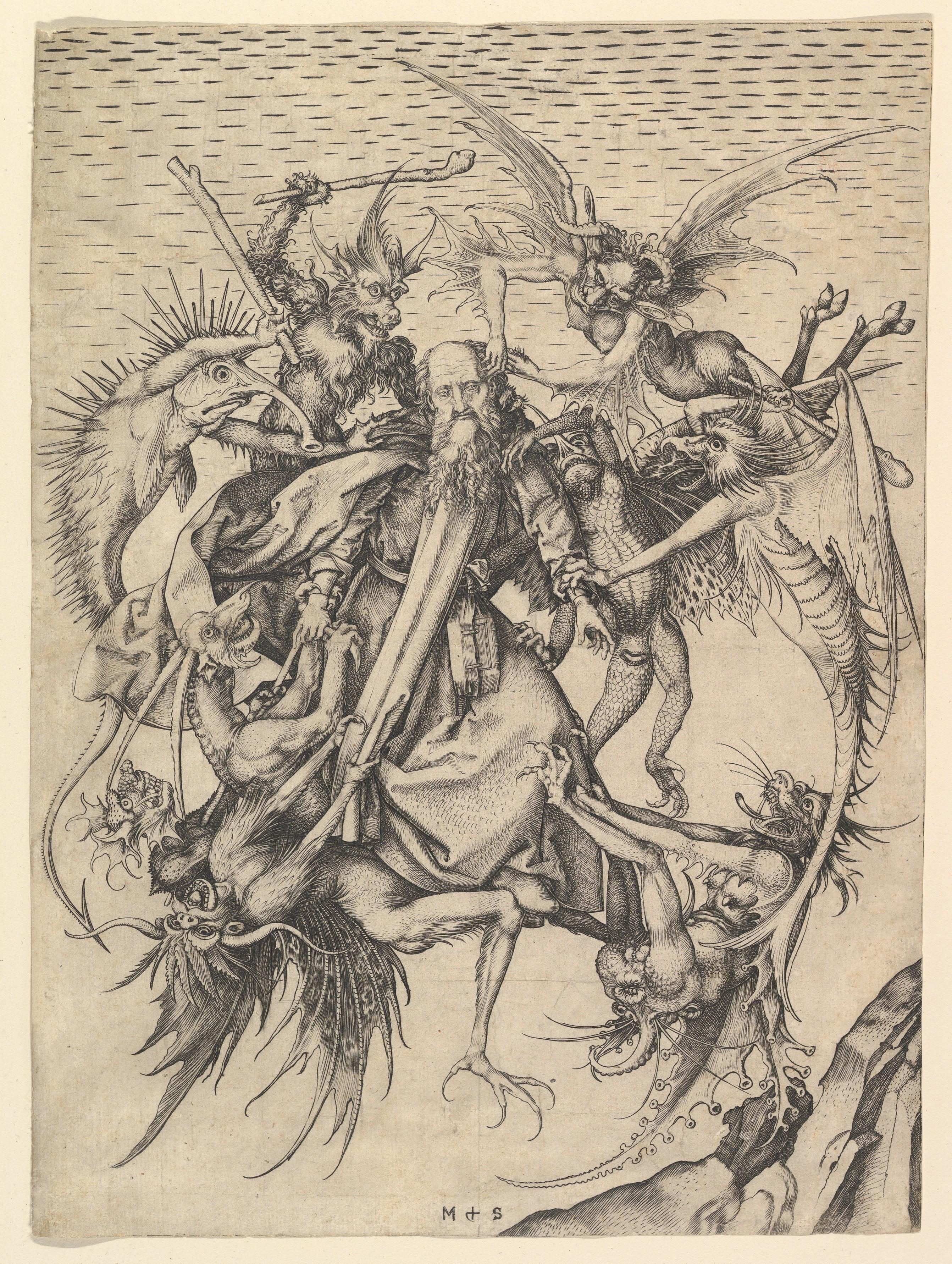
صورة تعبيرية

ديمون (باليونانية: δαιμόνιον daimonion) و (بالإنجليزية: Demon) روح شريرة تجسد شخصية خيالية لشيطان خارق يتصف بالحقد والشر، شخصية تتردد في ما له علاقة في الدين وأعمال السحر، التنجيم، الأدب والخيال، الأساطير والفلكلور، ورد ذكر ديمون في عدة تفاسير للكتاب المقدس والكتاب العبري، هذه الشخصية تم تجسيدها في أعمال الكرتون الخاصة للأطفال وفي عدة أفلام سينمائية كالشبح وشبح الأوبرا.

## طالع أيضًا
- علم الشياطين
- إبليس في الإسلام